# Диалектика пола
«Диалектика пола: аргументы в пользу феминистской революции» (англ. The Dialectic of Sex: The Case for Feminist Revolution) — книга радикальной феминистской активистки Шуламит Файрстоун, изданная в 1970 году. Написанная за несколько месяцев, когда Файрстоун было 25 лет, она была названа классикой феминистской мысли.
Файрстоун утверждает, что «классовая половая система» предшествует любой другой форме угнетения и работает глубже, и что искоренение сексизма потребует радикального переустройства общества: «Первые женщины бегут от резни, и, трясясь и шатаясь, начинают находить друг друга. … Это болезненно: сколько бы уровней сознания ни достиг человек, проблема всегда уходит глубже. Это повсюду. … феминистки должны подвергнуть сомнению не только всю западную культуру, но и организацию самой культуры, а далее, даже саму организацию природы».
Она писала, что целью феминистской революции должно быть «не только устранение мужских привилегий, но и самого различия полов», чтобы генитальные различия больше не имели культурного значения.

## Краткое содержание
Теории Файрстоун были описаны профессором философии Мэри Энн Уоррен следующим образом: Файрстоун утверждает, что биологическая половая дихотомия, особенно биологическое разделение труда в воспроизводстве, является основной причиной мужского господства, эксплуатации экономического класса, расизма, империализма и экологической безответственности. Сексуальное неравенство — это «угнетение, которое восходит за пределы письменной истории к самому животному царству»: в этом смысле оно было универсальным и неизбежным, но теперь существуют культурные и технологические предпосылки, которые делают его устранение возможным и, возможно, необходимым для выживания человечества.
Файрстоун описывает свой подход как диалектический материализм, более радикальный, чем у Карла Маркса и Фридриха Энгельса. Она считает, что в своей озабоченности экономическими процессами Маркс и Энгельс не смогли уловить «половой субстрат исторической диалектики». В отличие от Энгельса, она утверждает, что мужское господство имеет биологическую основу и как таковое существовало задолго до института частной собственности и моногамной патриархальной семьи, порождённой частной собственностью. Мужское господство является результатом «биологической семьи», будь то матрилинейная или патрилинейная, и неизбежной зависимости женщин и детей в семье от мужчин в плане защиты, если не средств к существованию. Древних матриархатов (обществ, управляемых женщинами) не существовало, и явно более высокий статус женщин в матрилинейных культурах объясняется лишь относительной слабостью мужчин. Какой бы ни была система родословной, уязвимость женщин во время беременности и длительный период младенчества человека требуют защитной и, следовательно, доминирующей роли мужчины.
Эта зависимость женщины и ребенка от мужчины вызывает «психосексуальные искажения в человеческой личности», искажения, которые были описаны Зигмундом Фрейдом. Файрстоун описывает фрейдизм как «заблуждающийся феминизм», поскольку она видит единственное реальное различие между анализом Фрейда и радикальных феминисток в том, что Фрейд и его последователи принимают социальный контекст, в котором развивается сексуальное подавление, как неизменный. Фрейд показал, что источником репрессий и гендерно-классовых различий являются изначально неравные отношения власти в биологической семье: женщины и дети одинаково угнетаются более могущественным отцом. Молодой мальчик сначала идентифицирует себя с матерью, чьё угнетение он разделяет, но вскоре переключает свою идентификацию на отца, власти которого он боится, но когда-нибудь унаследует. В процессе он соглашается с табу на инцест и строгим разделением сексуальности и эмоций, которого это требует и которое является психологической основой политического и идеологического угнетения. В то время как молодая девушка также завидует власти отца, она узнаёт, что не может унаследовать её и может разделить её только косвенно, заискивая перед доминирующим мужчиной.
Мало того, что женщины и дети неизбежно угнетены в биологической семье, они вдвойне угнетены той особой формой семьи, которая преобладает в промышленно развитых странах: патриархальной нуклеарной семьёй, которая изолирует каждую пару и их потомство. Обязательное школьное образование и романтическая мифология детства служат для продления изоляции детей и их экономической зависимости. Социалистически-феминистская революция освободит и женщин, и детей, предоставив им полную экономическую независимость и сексуальную свободу и полностью интегрировав их в большой мир. Конец системы половых классов должен означать конец биологической семьи, то есть конец биологической репродуктивной роли женщины посредством искусственных средств вынашивания плода. Любовь между полами останется, ибо она становится угнетающей только при соединении с репродуктивной функцией. Биологическая семья превращает половую любовь в инструмент угнетения. В нем женщины отдают свою любовь мужчинам, тем самым вдохновляя последних на большее культурное творчество и предоставляя первым эмоциональную идентичность, в которой им было отказано в большом мире. Тем не менее, мужчины из-за эдипова комплекса и табу на инцест неспособны любить: они должны унижать женщин, с которыми занимаются любовью, чтобы отличить их от матери, первого и запретного объекта любви. Они не могут одновременно уважать и испытывать сексуальное влечение к женщинам.
Вот почему «сексуальная революция» не означала освобождения для женщин, которые всё ещё связаны двойными стандартами и необходимостью сочетать любовь и сексуальность. Устраняя биологическую семью и табу на инцест, феминистская революция расширит возможности для настоящей гетеросексуальной любви, а также узаконит любой другой тип добровольных сексуальных отношений. Файрстоун не решается делать точные прогнозы о том, как будут воспитываться дети после того, как они перестанут рождаться от женщин в биологической семье, но предполагает, что будут существовать различные социальные единицы, занимающиеся воспитанием детей, в том числе пары, «живущие вместе» и домохозяйства неродственных людей, до дюжины или около того, которые заключают договор оставаться вместе достаточно долго, чтобы обеспечить дом своим детям, пока последние не будут готовы выйти в свет, что они сделают в гораздо более раннем возрасте, чем сейчас считается возможным.
Феминистская революция предполагает социализм, но выходит за его пределы. Существующие социалистические общества пытались расширить роли женщин, не изменяя их коренным образом, интегрировать женщин в мужской мир, а не полностью ликвидировать половой класс. Феминистская революция положит конец расколу между «эстетическим режимом» (женским, интуитивным и художественным) и «технологическим режимом» (мужским, эмпирическим и нацеленным на контроль над природой через постижение ее механических законов). Прекращение сексуального подавления освободит Эрос для распространения и гуманизации всей культуры. В конце концов это приведёт не только к концу отчуждённого труда, но и труда как такового, определяемого как деятельность, осуществляемая не ради самой себя. Технологии устранят домашнюю и прочую рутинную работу, предоставив каждому возможность выполнять работу, которая сама по себе приносит удовлетворение.

## Восприятие
«Диалектика пола» — классика феминизма. Мэри Энн Уоррен описала это в 1980 году как «самое ясное и смелое изложение радикальной феминистской позиции на сегодняшний день». В 1998 году Артур Марвик назвал его одним из двух ключевых текстов радикального феминизма, наряду с «Политикой пола» Кейт Миллетт (1969). В своей статье в The Cambridge Companion to Marx (1991) Джефф Хирн описал подход Файрстоун как имеющий непреходящее значение для возрождения интереса к сексуальности и репродукции как основе патриархата.
Американская журналистка Сьюзан Фалуди писала в 2013 году, что, несмотря на критику за радикализм, основные принципы «Диалектики пола» имеют непреходящее значение. Файрстоун представила себе размножение вне матки, детей, воспитанных коллективами, и им предоставлено право выходить из жестоких ситуаций. «Как и ожидалось, — писала Фалуди, — это предложение вызвало больше возмущения, чем свежие мысли, хотя многие из идей Файрстоун — права детей, отказ от „мужской“ работы и традиционных браков, а также социальные отношения изменились с помощью „кибернетической“ компьютерной революции — оказались пророческими».
Джульет Митчелл утверждала, что Файрстоун неверно истолковывает Фрейда и неправильно понимает значение психоаналитической теории для феминизма. Она отметила, что хотя Файрстоун, как и Симона де Бовуар, приписывает термин «комплекс Электры» Фрейду, на самом деле он был придуман Карлом Юнгом. Митчелл предположила, что для Файрстоун единственным видом реальности является социальная действительность (родовой опыт или случайный опыт индивидуума), и что в этом отношении работа Файрстоун очень похожа на работу Вильгельма Райха. По мнению Митчелл, интерпретация Фрейда от Файрстоун сводит его психологические конструкты к социальным реалиям, из которых они были сведены, тем самым приравнивая Эдипов комплекс к нуклеарной семье. Таким образом, Файрстоун интерпретирует фрейдовские «метафоры», такие как Эдипов комплекс, с точки зрения властных отношений в семье, что Митчелл считала ошибочным.
В своем предисловии к изданию книги 1998 года Розалинда Дельмар утверждала, что «контробъяснение Файрстоун проблем, наблюдаемых Фрейдом, слишком сильно зависит от обращения к рационализациям» и пренебрегает внутренним миром фантазии. По мнению Дельмар, результатом обсуждения Фрейда от Файрстоун является то, что «Фрейда не столько опровергают или спасают от его ошибок, сколько игнорируют». Мэри О’Брайен в своей «Политике воспроизводства» (1981) раскритиковала работу Файрстоун за редукционизм, биологизм, историческую неточность и общую грубость.
В своей книге «Эволюция человеческой сексуальности» (1979) антрополог Дональд Саймонс приписал Файрстоун мнение о том, что, хотя полы идентичны при рождении, мужчины эмоционально искалечены ранним опытом, которого женщины избегают, и что мужчины, в отличие от женщин, поэтому не в силах любить. Саймонс противопоставил взгляды Файрстоун своему собственному мнению о том, что «отбор привёл к заметным половым различиям в сексуальности» и что ни один пол не является дефектной версией другого.
В интервью Анн-Мари Кьюсак в The Progressive активистка за права геев Урваши Вайд определила, что «Диалектика пола» повлияла на её работу «Виртуальное равенство» (1995).
Согласно Файрстоун, Валери Соланас, автор Манифеста SCUM, сказала ей, что ей не нравится «Диалектика пола».